# Przerąb (gromada)
Przerąb – dawna gromada, czyli najmniejsza jednostka podziału terytorialnego Polskiej Rzeczypospolitej Ludowej w latach 1954–1972.
Gromady, z gromadzkimi radami narodowymi (GRN) jako organami władzy najniższego stopnia na wsi, funkcjonowały od reformy reorganizującej administrację wiejską przeprowadzonej jesienią 1954 do momentu ich zniesienia z dniem 1 stycznia 1973, tym samym wypierając organizację gminną w latach 1954–1972.
Gromadę Przerąb siedzibą GRN w Przerębiu utworzono – jako jedną z 8759 gromad na obszarze Polski – w powiecie radomszczańskim w woj. łódzkim, na mocy uchwały nr 36/54 WRN w Łodzi z dnia 4 października 1954. W skład jednostki weszły obszary dotychczasowych gromad Przerąb, Wola Przerębska, Huta Przerębska i Borki ze zniesionej gminy Przerąb w tymże powiecie. Dla gromady ustalono 19 11 członków gromadzkiej rady narodowej.
1 stycznia 1959 do gromady Przerąb przyłączono wieś, kolonię i parcelę Bartodzieje ze znoszonej gromady Adamów w powiecie piotrkowskim.
31 grudnia 1961 do gromady Żytno przyłączono obszar zniesionej gromady Krzemieniewice.
Gromada przetrwała do końca 1972 roku, czyli do kolejnej reformy gminnej.